# Elaeagnus conferta
Elaeagnus conferta — вид Elaeagnus, що зустрічається в Південно-Східній Азії. 

## Опис
Elaeagnus conferta - це розлогий, вічнозелений чагарник, який виростає до 12 метрів заввишки.
Плоди використовуються як їжа і ліки. Іноді вирощується як плодова культура в садах, а також може використовуватися як жива огорожа.

## Поширення
Східна Азія - південь Китаю, Індія, Бутан, Бангладеш, М'янма, Таїланд, Лаос, В'єтнам, Малайзія, Індонезія.
Зустрічається в густих лісах від рівня моря до 2100 метрів в Китаї. Також в бамбукових та змішаних листяних лісах та у вічнозелених лісах, на висотах від 400 до 2000 метрів в Малайзії.

## Вирощування
Віддає перевагу ґрунту, який є лише помірно родючим, досягаючи успіху на бідних ґрунтах і на сухих ґрунтах.Цей вид особливо стійкий до медового грибка. Квітки мають сильний аромат.
Elaeagnus conferta має симбіотичні відносини з певними грунтовими бактеріями, ці бактерії утворюють бульби на коренях і фіксують атмосферний азот. Частина цього азоту використовується зростаючою рослиною, але частина також може бути використана іншими рослинами, що ростуть поблизу Відмінна рослина-компаньйон, при вирощуванні у фруктових садах здатна збільшити врожайність з плодових дерев до 10%.

## Розмноження
Насіння - найкраще сіяти, як тільки плід дозріє в холодні рамки.
Воно повинне прорости протягом декількох тижнів, хоча це може зайняти до 18 місяців.
Тепла стратифікація протягом 4 тижнів, а потім 12 тижнів холодна стратифікація може допомогти.
Насіння зазвичай проростає досить добре.
Висажуйте саджанці в індивідуальний горщик, як тільки вони стануть достатньо великими. Висаджуйте, коли вони будуть принаймні 15 см заввишки.
Живці досить повільні і важко вкорінюються, залишають їх на 12 місяців
Відведення займає 12 місяців

## Використання
Оранжево-червоні плоди соковиті і смачні при повному дозріванні, хоча все ще кисловаті. Їх їдять свіжими, зазвичай з цукром, або використовують при приготуванні солодких напоїв. Плід до 4 см завдовжки і 2 см шириною.
Плоди і квітки використовують для лікування виразок і виразок.

## Галерея

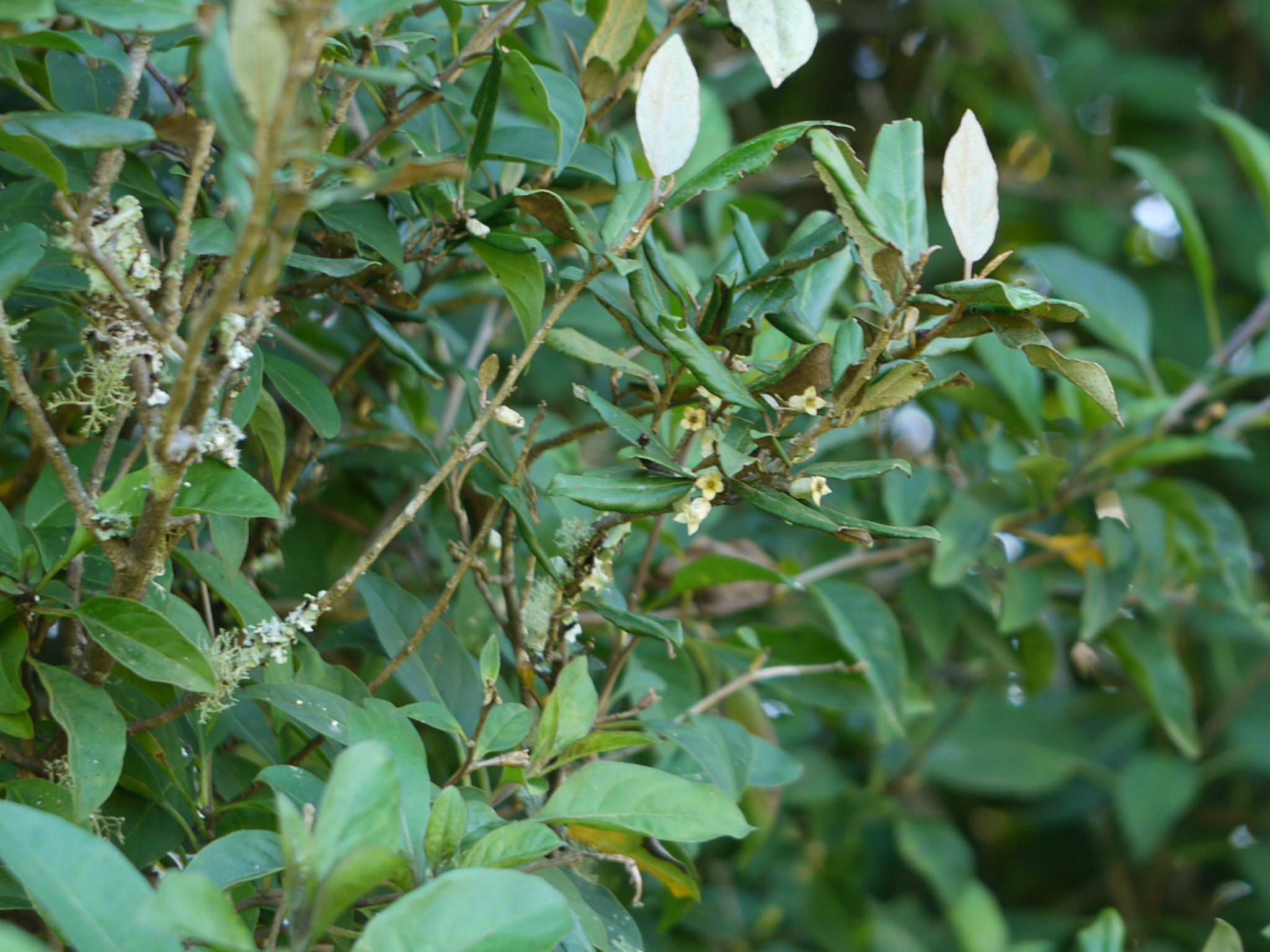
Кущ
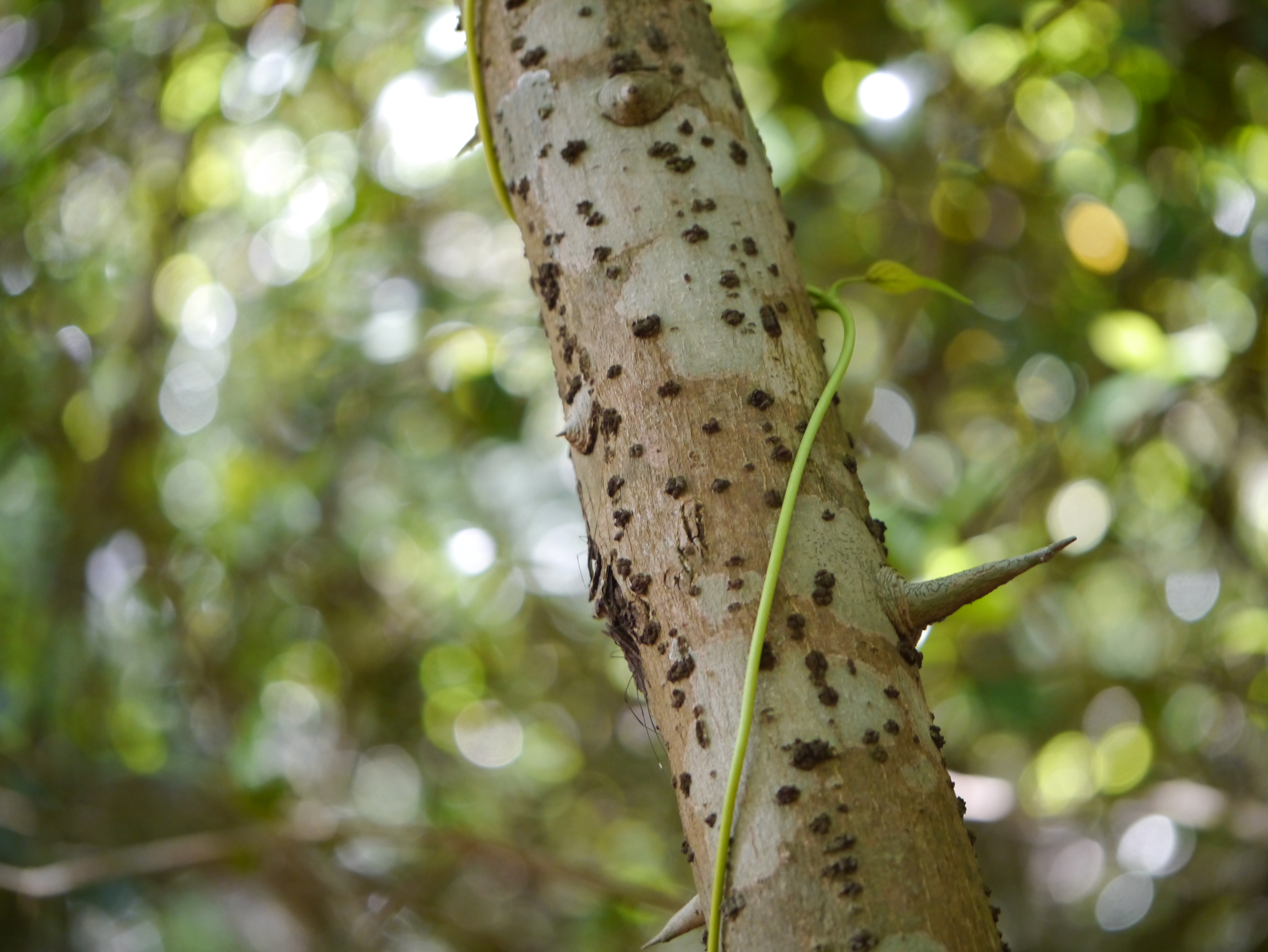
Стовбур
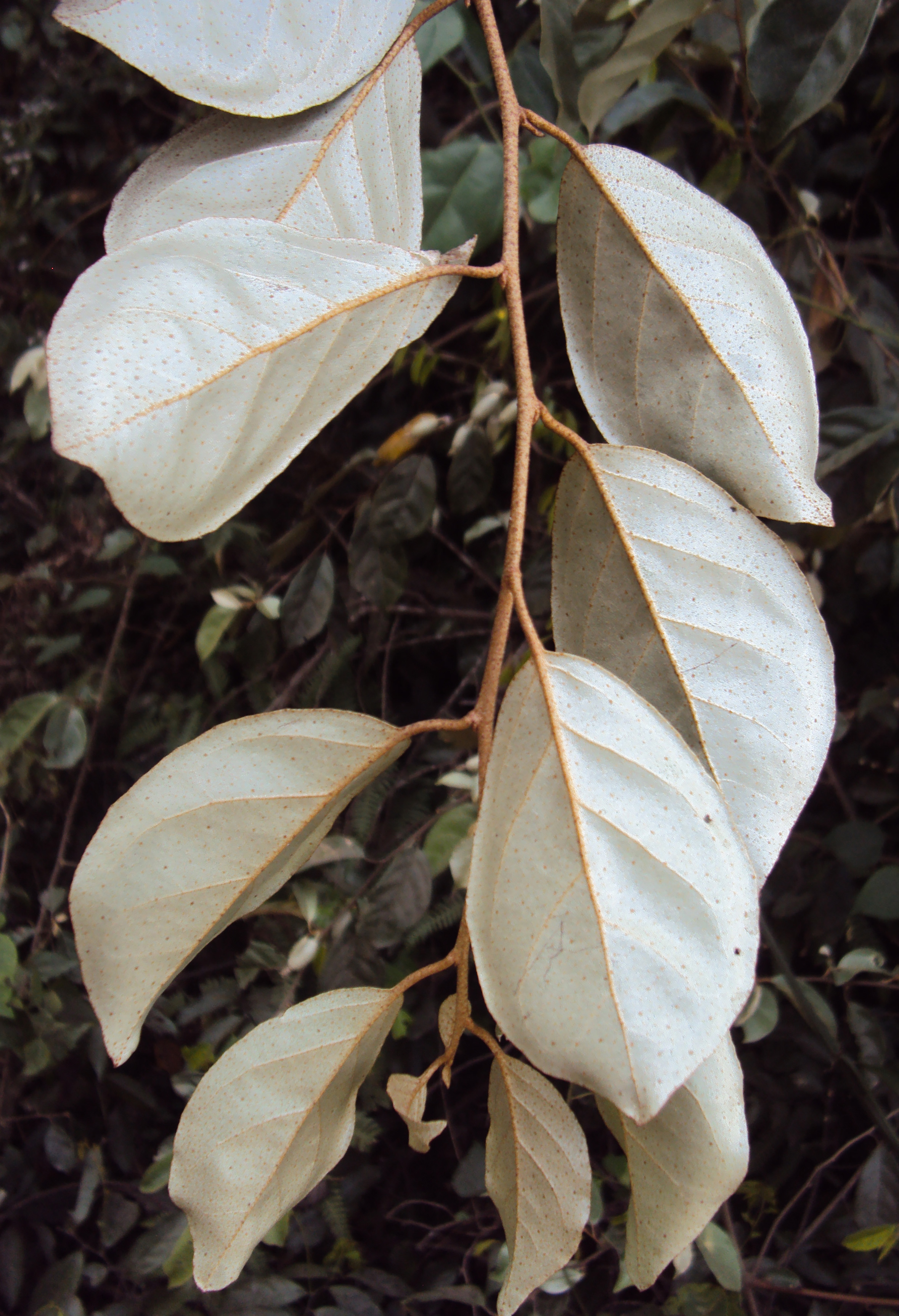
Листя
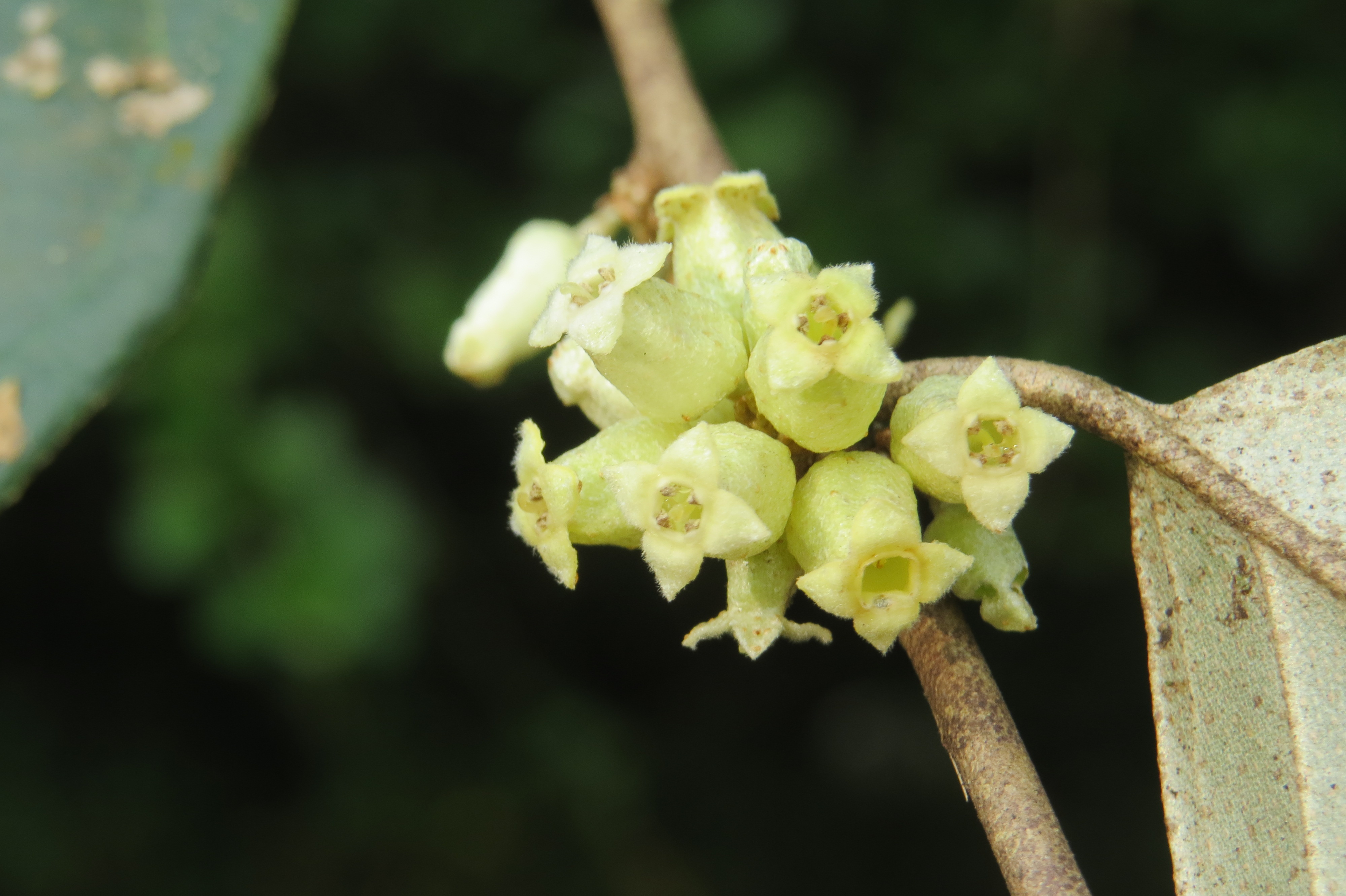
Квіти
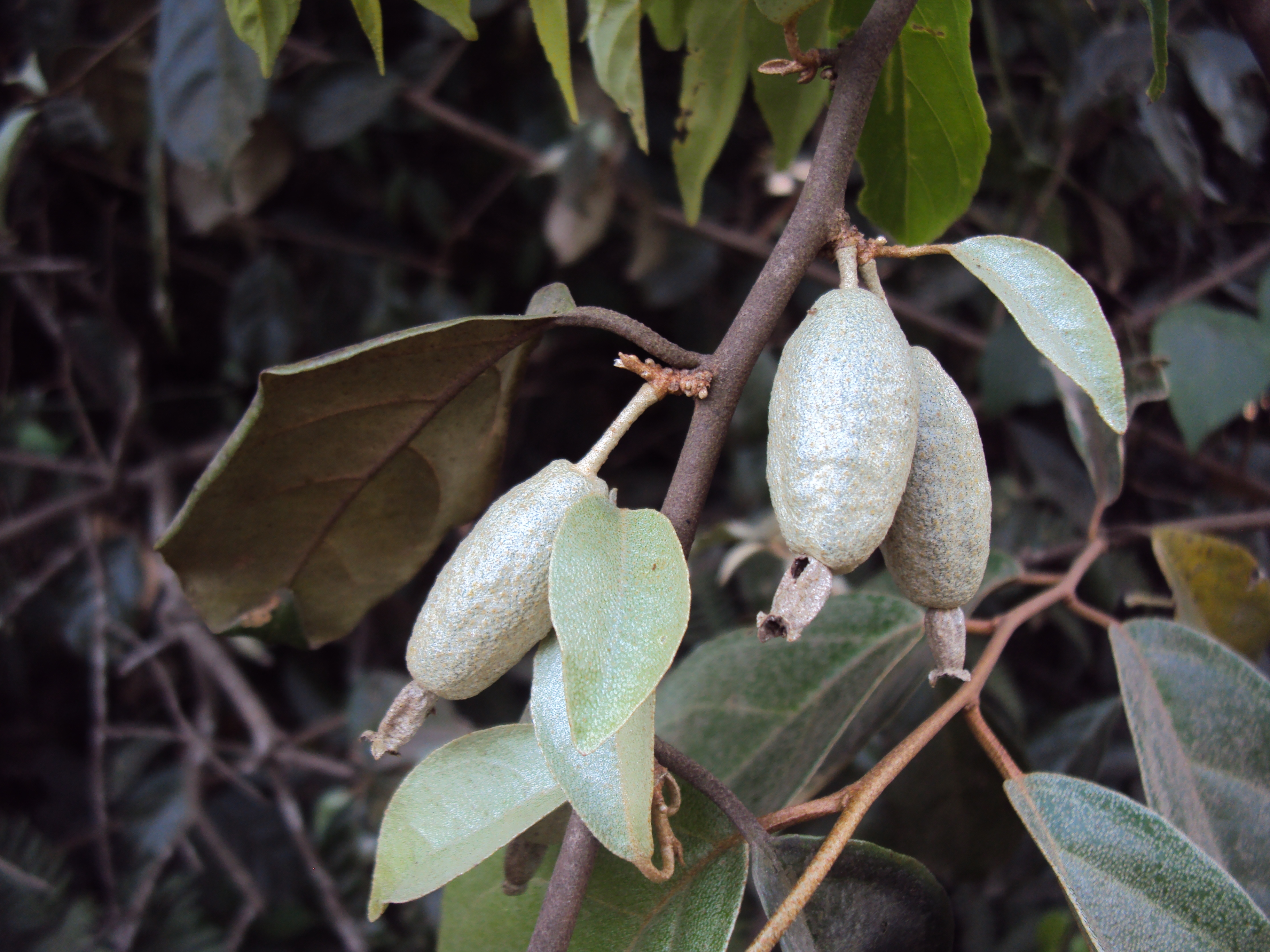
Незрілі плоди
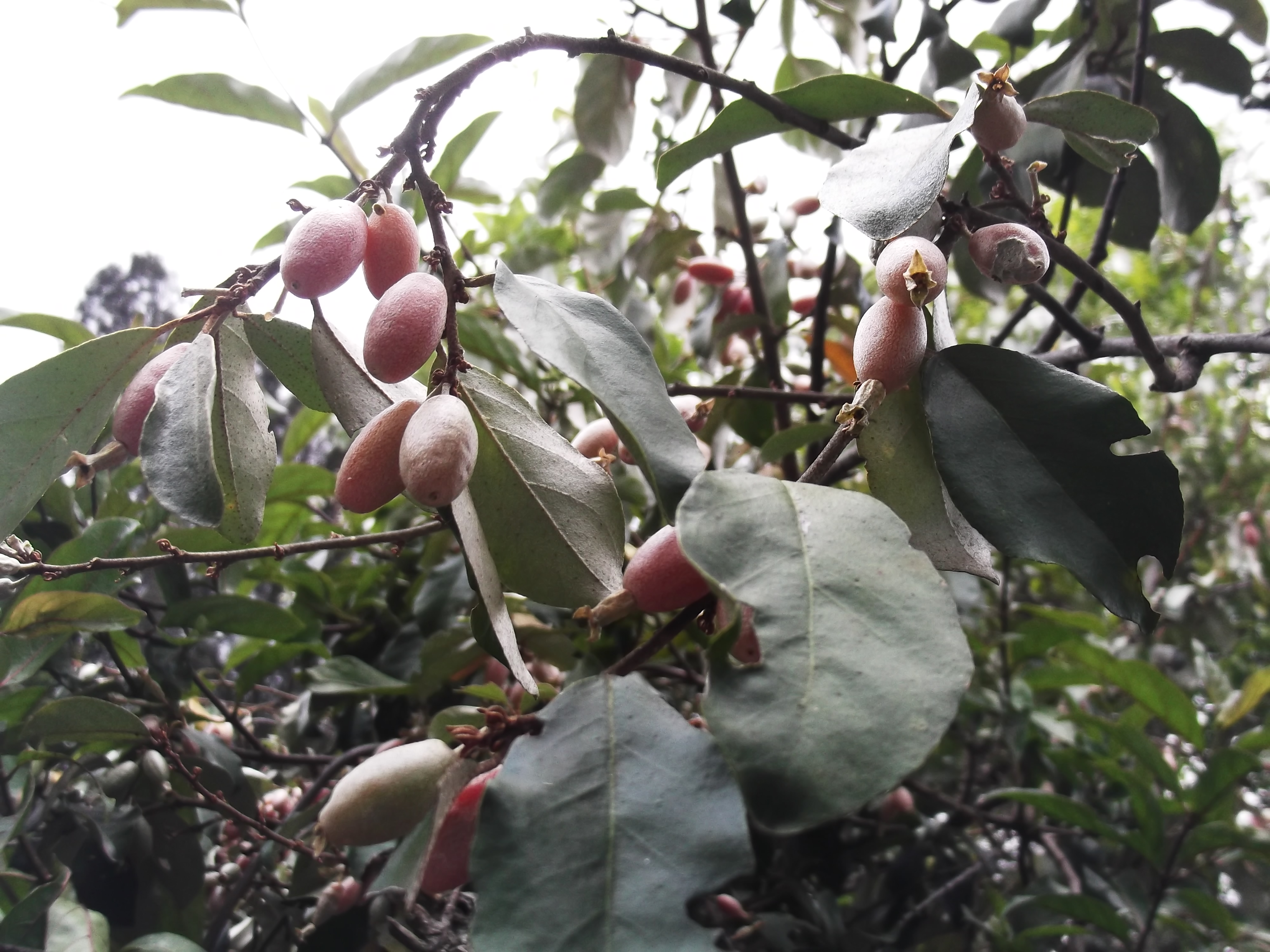
Зрілі плоди
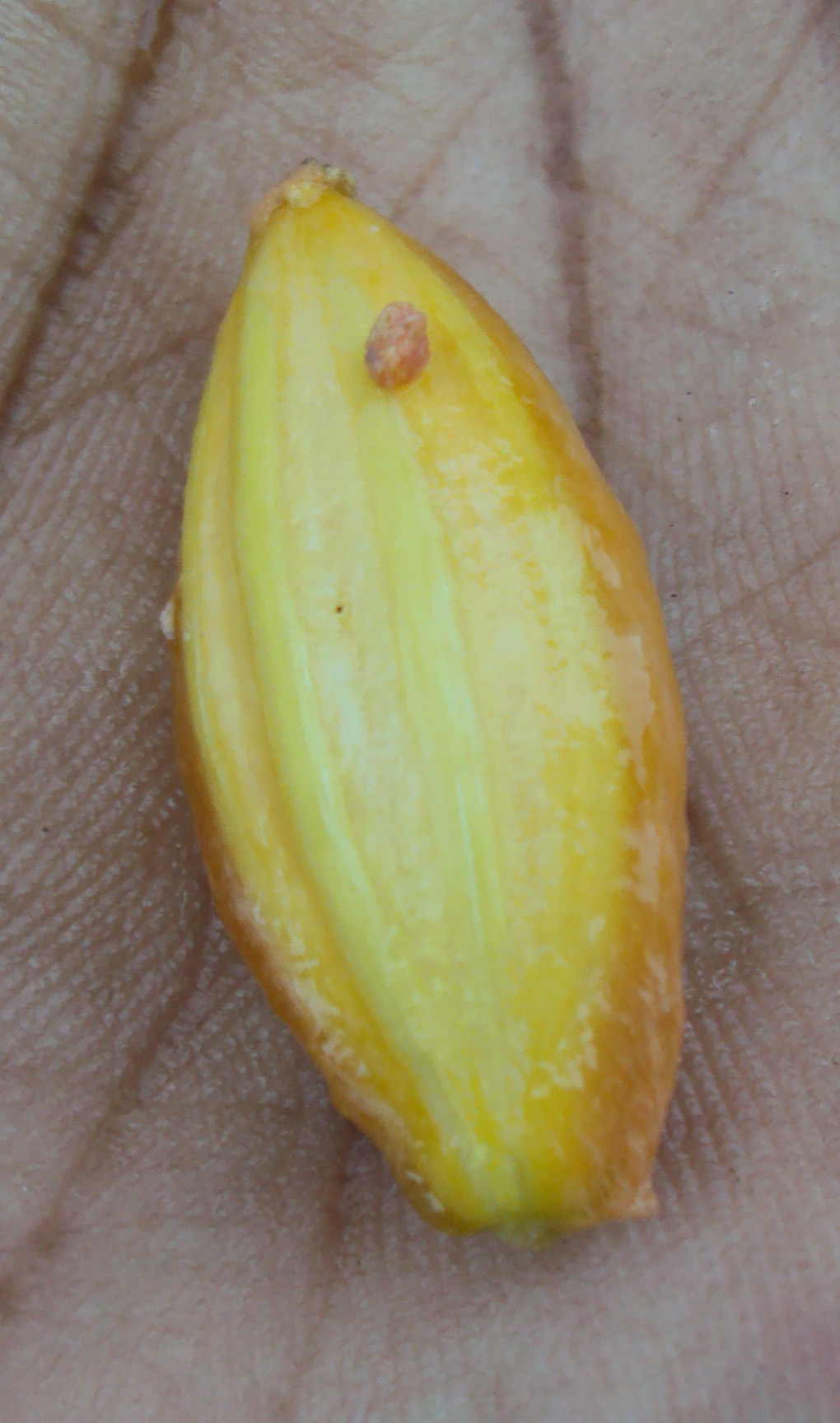
Насіння

## Зовнішні посилання
- Вікісховище має мультимедійні дані за темою: Elaeagnus conferta
- Таксономія за темою Elaeagnus conferta у Віківидах